# باشگاه فوتبال آیلزبری یونایتد
باشگاه فوتبال آیلزبری یونایتد (به انگلیسی: Aylesbury United Football Club) یک باشگاه فوتبال در شهر لیتون بوزارد، کشور انگلستان است که در سال ۱۸۹۷ میلادی تأسیس شده‌است.